# Gunnar Domeij
Gunnar Domeij (* 18. srpna 1976) je bývalý švédský florbalový brankář. Jeho mateřským klubem byl Själevads IBK, kde odchytal dvě sezóny. Během dalších sezón prostřídal šest klubů, od ledna 2010 hrál za Umeå City IBK.
Švédsko reprezentoval na Mistrovství světa ve florbalu v roce 2004 a 2006. Po Mistrovství světa 2006 se rozhodl ukončit svoji reprezentační kariéru.

## Medaile
Seznam medailí, které získal Gunnar Domeij na mistrovství světa:
| Medaile | Soutěž                             | Zápasy |
| ------- | ---------------------------------- | ------ |
|         | Mistrovství světa ve florbale 2004 | 6      |
|         | Mistrovství světa ve florbale 2006 | 4      |